# 溝口政良
溝口 政良（みぞぐち まさよし）は、江戸時代前期の大名。越後国沢海藩3代藩主。官位は従五位下・伊予守。

## 略歴
2代藩主・溝口政勝の長男として誕生した。幼名は金助。初め政胤（まさたね）と称し、後に政良と改める。
寛文10年（1670年）、父の死去により跡を継ぎ、藩政に尽くした。天和3年（1683年）6月1日に死去した。実子の金十郎は早世していたため、縁戚の加藤家から継室の甥にあたる政親を養嗣子として迎えて跡を継がせた。法号は雄巌俊英涼雲院。墓所は新潟県新潟市江南区沢海の大栄寺。

## 系譜
- 父：溝口政勝
- 母：蝶姫 - 溝口宣勝娘
- 正室：池田長常娘
- 継室：加藤明成娘
- 生母不明の子女
  - 男子：金十郎
- 養子
  - 男子：溝口政親 - 加藤明友の次男